# 文字学
文字学是语言学的一个部门。亦為中國文學系中的一門科目。以文字为研究对象，研究文字起源、发展、性质、体系與文字的形，音，义之关系、正寫法以及个别文字演变的情况。文字学知识有助于改进和改革文字，为无文字的语言创制文字；对古文字的了解有助于历史科学的研究。汉字历史悠久，结构复杂，因此文字学在中国特别发达。

## 中國文字學歷史
中國文字學是專門研究漢字的形、音、義及其演變的學術，是傳統中國語言學小學的一個分支。
古代的中國文字學，又稱「古文字學」，始於西漢時期。从漢文帝漢景帝到漢武帝时期，經學在漢朝漸漸成為重要的顯學。為了能讀得懂古文的經典和先秦銅器的銘文，漢代學者開始研究古文字。到了東漢時期，文字學的研究和發展已經有很大的進展。
漢字文字學中的六書是由漢代的學者把漢字的構成和使用方式歸納成的六種類型。六書說是最早的關於漢字構造的系統理論。《漢書》首先談到「六書」的具體名稱：「古者八歲入小學，故周官保氏掌管國子，教之六書，象形、象事、象意、象聲、轉注、假借，造字之本也。」。文字學家許慎歷經 21 年著成的《說文解字》，是中國最早的文字工具書, 也是第一部按照偏旁部首編排的字典。它也是世界上最早的字書之一，至今仍是漢字文字學重要的經典之一。

## 「中國文字學」一詞的英語翻譯
文字學在中國古代語言學小學已經有將近 2000 年的歷史。現代的語言學主要以西方學術為主。然而歐洲語言文字大多是拼音文字，不是象形文文字。所以西方語言學科很少有專門研究象形文字的學科。因此要找到一個適當的英語學科名稱較為困難。現今西方語言學科還未有適當的英語學科名稱來稱呼「中國文字學」。
目前有許多大學的中國文學系（漢學系）將「中國文字學」一詞翻譯成英語的 Chinese Philology。然而 Philology 的實際意思更接近訓詁學或古代語文學。Philology 是研究語言（linguistic）或與文學相關的學問。英語的 Etymology 是研究字源/詞源和詞形變化的學問（字源/詞源學）。Graphology 是研究筆跡的學問。Epigraphy 是研究青銅器，石器，古文物的文字銘刻的學問（稱「金石學」或「銘刻學」）。有些學者將 Palaeography 翻譯成「古文字學」，然而 Palaeography 是研究古代和歷史筆蹟的學問（尤其是寫作的形式和過程，並非漢字文字學意義上的文字學）。一些學術性書籍和文章也用 Chinese grammatology 這一術語。
目前西方漢學家所著的英語文字學書籍多採用英語直譯 Analysis of Chinese Character，因為目前的西方語言學科還未能找到適當的名稱。

## 延伸閱讀
- 文字学家列表
- 訓詁學
- 校對

## 相關
- 散氏盤